# 501 Urhixidur
Az 501 Urhixidur  egy kisbolygó, amit Max Wolf fedezett fel 1903. január 18-án. Az elnevezés Friedrich Theodor Vischer híres regényéből, az Auch Einerből származik.